# 도나리구미
도나리구미(일본어: 隣組)는 도쿠가와 막부 시대부터 성립되기 시작한 일본의 행정조직이다.
도나리구미는 다섯 가구부터 열 가구에 이르는 인원을 하나의 조직으로 편성하여 상호 협력 및 감시의 목적 하에 형성된 소단위 조직이다.
이는 중국의 행정제도로부터 유래되었으며, 특히 진나라 상앙이 주창한 '십오제'의 영향을 가장 크게 받았다. 도나리구미는 주민의 초소 책임 단위였으며, 조직의 수장이 소단위 자체의 모든 일을 지휘한다. 수장은 소속 주민이 나쁜 짓을 하지 못하도록 책임지며, 의심스런 행동이 있으면 보고하고, 낯선 사람이 나타나면 관헌에게 고발했다.
메이지시대의 정치가들은 처음에 도나리구미를 폐지하였다가 다시 부활시켰다. 그리고 정부에서는 도시지역의 도나리구미를 적극적으로 권장하여 활성화시켰다. 하지만 농촌의 도나리구미는 기능을 상실했다.
일본정부에게 제도의 효율성을 인정받아 일본의 식민통치에 적극적으로 활용되었다. 이는 일제강점기 조선의 '반상회'에서 발견할 수 있다.
조선에서도 일본의 경우와 비슷하게 한명회가 중국의 제도를 채택하여 '오가작통법'을 실시했다.

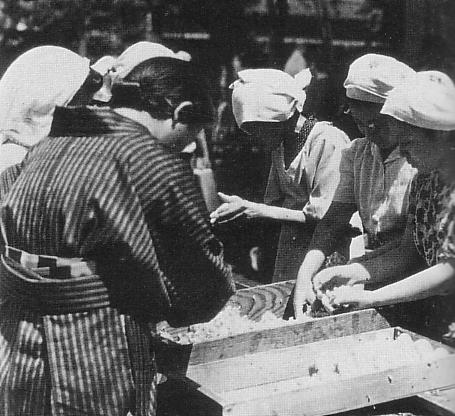
토나리구미에서 쌀을 배급하는 모습.

도나리구미는 일본 쇼와 시대의 전시체제에서 민생유지를 위해 활동한 관(官)이 주재한 이웃 공동체 조직이다. 본래부터 일본에는 고닌구미(5명), 쥬닌구미(10명) 따위의 마을의 상호부조적 행정기반이 존재했는데 이 관습을 이용한 면이 있다.
국가총동원법, 국민정신총동원 운동, 선거숙정운동 등과 더불어 1939년에 결정하고 1940년 9월 11일 내무성이 훈령한 「부락회 정내회 등 경비요령(내무성 훈령 제17호)」, 소위 린조(隣組)강화법에 의해 제도화되었다. 5개에서 10개 가구를 하나로 묶어 지방자치적 행정을 하도록 하고 전쟁에서의 주민동원, 물자공출, 통제물질의 배급, 공습 방공활동 등을 실시했다. 또한 사상통제와 주민 간의 상호감시의 역할도 갖고 있었다. 태평양 전쟁에 패전한 뒤인 1947년(쇼와 22년) 일본 미군정에 의해 해체되었다.

## 같이 보기
- 지방자치
- 부라쿠
- 시정촌
- 부 (행정 구역)
- 현 (행정 구역)
- 상앙
- 십오제
- 반 (행정 구역)
- 오가작통법